# 燃焼後回収
燃焼後回収（ねんしょうごかいしゅう、Post-combustion capture）とは、二酸化炭素回収・貯留の一環として、発電所の煙道ガスから二酸化炭素を圧縮、輸送、適切な層への貯留を行い除去することである。化学産業や石油化学産業で使用されているアミンガス処理プロセスを応用したものがほとんどである。これらの技術の多くは第二次世界大戦前から存在しているため、燃焼後回収はさまざまな二酸化炭素回収手法の中で最も発展している。
燃焼後回収プラントは、燃焼プラント排出される二酸化炭素を最大限に回収し、層に確実に貯留することを目指している。通常、工場は二酸化炭素の回収率を95％以上にすることを目指している。必要な仕様を満たすために、以下の項目点に注意する必要がある。
- 二酸化炭素の物質収支
- 燃焼燃料中の二酸化炭素
- 総二酸化炭素回収率（割合）
- 環境に放出された二酸化炭素
- 二酸化炭素の品質

二酸化炭素は、気相として約35バーグ程度、または濃密相として約100バーグ程度輸送できる。二酸化炭素流は、ガス品質基準を満たすか、それ以上でなければならない。
二酸化炭素吸収剤には、第一級アミンが含まれており、第二級アミンよりも再生により多くの熱を必要とする。ただし、第二級アミンは、煙道ガス中の窒素酸化物とニトロソアミンを形成する可能性がある。よって、溶媒からは、すべての非溶媒成分を除去する必要がある。実際の煙道ガスと溶媒を使用したパイロットまたはフルスケールの試験を実施することがある。
カルシウムルーピングは、二次的な燃焼後回収技術として有望であり、「吸着剤」と呼ばれる酸化カルシウムを使用して、煙道ガスから二酸化炭素を分離する。ANICAプロジェクトは、石灰やセメント工場からの二酸化炭素回収のエネルギー損失の低減と、二酸化炭素のコスト回避をするために、新しい間接加熱炭酸塩ルーピングプロセスの開発に焦点を当てている。